# Distrito de Vitis
Vitis es un distrito situado en la provincia de Yauyos, en el departamento de Lima, Perú. Según el censo de 2017, tiene una población de 311 habitantes.
Desde el punto de vista jerárquico de la Iglesia católica, forma parte de la Prelatura de Yauyos.

## Historia
El distrito fue creado mediante Ley N° 9949 del 7 de febrero de 1944, en el primer gobierno del Presidente Manuel Prado Ugarteche.

## Geografía
Tiene una superficie de 101.79 km². Se encuentra a 3616 metros sobre el nivel del mar.

## Autoridades

### Municipales
- 2023 - 2026
  - Alcalde: Miguel Ángel Espejo Salazar (Avanza País)

- 2019 - 2022
  - Alcalde: Luis Segundo Agapito Basurto Alejandro, Movimiento Fuerza Regional.
- 2015 - 2018[3]
  - Alcalde: Manuel Pedro Hinostroza Collachagua, Movimiento Patria Joven (PJ).
  - Regidores: Raúl Víctor Castro Fernández (PJ), Waldo Emilio Hilario Bejarano (PJ), Edith Basilica Ravichagua Toribio (PJ), Cerila Apolonia Juan De Dios Franco (PJ), Víctor Hugo Flores Bejarano (Concertación para el Desarrollo Regional).
- 2011 - 2014[4]
  - Alcalde: Edgardo Max Reinoso Fernández, Movimiento Concertación para el Desarrollo Regional (CDR).
  - Regidores: Consuelo Eva Espejo Bejarano (CDR), Sandra Susi Castro Basurto (CDR), Jesús Irenio Basurto Bejarano (CDR), Elder Uriel Bejarano Juan de Dios (CDR), Lida Magna Cangalaya Ravichagua (Patria Joven).
- 2007 - 2010
  - Alcalde: Edgardo Max Reinoso Fernández, Movimiento Concertación para el Desarrollo Regional (CDR).
- 2003 - 2006[5]
  - Alcalde: Edgardo Max Reinoso Fernández, Movimiento Fuerza Democrática.
- 1999 - 2002
  - Alcalde: Aníbal Amancio Flores Bejarano, Movimiento independiente Unidad Regional de Integración (URI) Yauyos.
- 1996 - 1998
  - Alcalde: Alcira Hilaria Reinoso Morales, Lista independiente N° 5 Yauyos 95.
- 1993 - 1995
  - Alcalde:
- 1990 - 1992
  - Alcalde:
- 1987 - 1989
  - Alcalde: Crisanto Basurto Romero, Partido Aprista Peruano.
- 1984 - 1986
  - Alcalde: Crisanto Basurto Romero, Partido Aprista Peruano.
- 1981 - 1982
  - Alcalde: Fausto Castro Trigos, Partido Acción Popular.

### Policiales
- Comisaría de Tupe
  - Comisario: Mayor PNP.[6]

### Religiosas
- Prelatura de Yauyos[7]
  - Obispo Prelado: Mons. Ricardo García García.[8]
- Parroquia San Lorenzo, Alis[9]
  - Párroco: Pbro.  Pbro. Edgar Romero Basurto.
  - Vicario parroquial: Pbro. Luis Apolinario Aroquipa.

## Educación

### Instituciones educativas
- I.E. Integrada N.º 20745 "Apóstol Santiago"

## Festividades
- Festividad en honor al apóstol Santiago
- Celebración por Semana Santa

## Atractivos turísticos
Los principales sitios turísticos del distrito son:

### Sitio arqueológico
- Cochashuagi
- Huayllugina
- Cochashuasi

### Lagunas
- Piquecocha
- Sucuya
- Ashincuy

### Otros
- Nevado Ancovilca
- Andenerías de Marcatupe
- Zona de Pacaya (Puyas)
- Río Pacaya
- Pequeña cascada de la Sirena
- Su plaza de armas y sus centenarios árboles
- El mirador de cóndores